# 武田薬品不動産
武田薬品不動産株式会社（たけだやくひんふどうさん）は、かつて存在した東京都中央区日本橋本町二丁目1番1号に本社を置いていたタケダグループの不動産会社である。

## 会社概要
1985年（昭和60年）1月11日、三井不動産との共同出資で設立。2007年（平成19年）4月1日、当社、大和不動産株式会社、新和不動産株式会社が合併し、新「武田薬品不動産」となった。
2021年（令和3年）4月1日、親会社の武田薬品工業に吸収合併され解散した。

## 沿革
- 1985年（昭和60年）1月11日 - 武田薬品工業の子会社「武田薬品不動産株式会社」設立。
- 1986年（昭和61年）
  - 11月 - タケダ本町ビル竣工。
  - 12月 - 本社事務所を移転。
- 2006年（平成18年）10月1日 - 武田食品工業株式会社を合併。
- 2007年（平成19年）
  - 4月1日
    - 大和不動産株式会社を存続会社として、新和不動産株式会社と合併、「武田薬品不動産株式会社」へ社名変更。
    - 大阪府大阪市中央区道修町の大和道修町ビルを「武田北浜ビル」に、同じく大阪市中央区道修町新和ビルを「武田新和ビル」に、大阪府大阪市中央区平野町の大和平野町ビルを「武田平野町ビル」に、東京都中央区日本橋の大和江戸橋ビルを「武田江戸橋ビル」に、同「大和新江戸橋ビル」を「武田新江戸橋ビル」に変更。
- 2014年（平成26年）8月
  - 武田薬品のグループ企業が入居していた「タケダ本町ビル」の解体（竹中工務店が解体工事を担当）に伴い同ビルを退去し、MFPR日本橋本町ビルに移転。
  - 東京日本橋本町・日本橋室町二丁目における「日本橋再生計画」の一環として、三井不動産と武田薬品不動産、武田薬品工業の3社共同開発により武田薬品が新オフィスビルに移転することを決定。
- 2015年（平成27年）2月6日 - 新オフィスビル「新東京武田ビル」着工。
- 2018年（平成30年）3月20日 - 新オフィスビル「武田グローバル本社」竣工、本社を同ビルに移転。。東京武田ビル及び武田新江戸橋ビルを髙島屋に売却。
- 2021年（令和3年）4月1日 - 武田薬品工業に吸収合併され解散。

## 事業所一覧
2021年（令和3年）3月31日時点
- 本社
  - 〒103-0023 - 東京都中央区日本橋本町二丁目1番1号
- 大阪事務所 
  - 〒541-0045 - 大阪府大阪市中央区道修町二丁目3番8号（武田北浜ビル）